# Betty Heidler
Betty Heidler (Berlino, 14 ottobre 1983) è una martellista tedesca, campionessa mondiale a Osaka 2007.
Ha detenuto il record mondiale del lancio del martello, con la misura di 79,42 metri, dal 21 maggio 2011 al 31 agosto 2014, quando il primato è stato migliorato dalla polacca Anita Włodarczyk.

## Biografia
Vive a Francoforte ed è un'atleta della squadra LG Eintracht Frankfurt dove è allenata dal coatch Michael Deyhle. Fa parte del corpo della Polizia federale tedesca dove è membro del gruppo sportivo. Da ottobre 2007 si è laureata in legge all'università Fernuniversität di Hagen.
Nel 2001 e nel 2002, è diventata campionessa nazionale juniores, e dal 2002 al 2005 è stata continuamente campionessa nazionale della categoria under 23.
Nel 2005 si è classificata seconda ai campionati europei under 23 di Erfurt.
Nella sua prima gara a livello assoluto ai campionati mondiali di Parigi si è classificata undicesima e l'anno successivo quarta alle Olimpiadi di Atene.
Nel 2006 dopo aver vinto il titolo nazionale ha terminano la stagione con una vittoria alla IAAF World Athletics Final di Stoccarda.
Alle Universiadi di Belgrado 2009 ha vinto il titolo grazie ad un lancio a 75,83 metri misura che corrispondeva anche al record dei campionati.
Il suo più grande successo però lo ha raggiunto ai Campionati mondiali di Osaka. Con un lancio di 74,76 metri si è laureata campionessa del mondo con solo due centimetri in più rispetto alla cubana Yipsi Moreno.
L'anno seguente, alle Olimpiadi di Pechino si è dovuta accontentare del 9º posto con la misura di 70,06.
Nel 2009 ai Campionati mondiali di Berlino grazie al nuovo record tedesco di 77,12 si è laureata vice-campionessa del Mondo dietro soltanto alla polacca Anita Włodarczyk che con 77,95 siglò anche il nuovo record mondiale di lancio del martello.
Con il suo record tedesco la Heidler si piazzava al 5º posto nelle liste mondiali IAAF di tutti i tempi..
L'anno successivo ha vinto l'oro ai Campionati europei di Barcellona nel 2010.
Il 21 maggio 2011 stabilisce il nuovo record mondiale della specialità in 79,42 metri al meeting di Halle, migliorando il precedente limite di oltre un metro.
Ai campionati del mondo di Taegu conclude seconda con un lancio a 76,06, alle spalle della russa Tat'jana Lysenko.

## Record nazionali
- Lancio del martello: 79,42 m ( Halle 21 maggio 2011) ex-

## Progressione

### Lancio del martello
| Stagione | Risultato | Luogo           | Data      | Rank. Mond. |
| -------- | --------- | --------------- | --------- | ----------- |
| 2013     | 76,48 m   | Stettino        | 15-6-2013 | 4ª          |
| 2012     | 78,07 m   | Ostrava         | 24-5-2012 | 3ª          |
| 2011     | 79,42 m   | Halle           | 21-5-2011 | 1ª          |
| 2010     | 76,38 m   | Barcellona      | 30-7-2010 | 2ª          |
| 2009     | 77,12 m   | Berlino         | 22-8-2009 | 2ª          |
| 2008     | 74,11 m   | Wiesbaden       | 31-5-2008 | 12ª         |
| 2007     | 75,77 m   | Halle           | 19-5-2007 | 5ª          |
| 2006     | 76,55 m   | Leverkusen      | 28-7-2006 | 5ª          |
| 2005     | 72,19 m   | Schönebeck      | 29-7-2005 | 13ª         |
| 2004     | 72,73 m   | Atene           | 25-8-2004 | 8ª          |
| 2003     | 70,42 m   | Mannheim        | 21-6-2003 | 16ª         |
| 2002     | 63,38 m   | Mönchengladbach | 29-6-2002 | 65ª         |
| 2001     | 60,54 m   | Braunschweig    | 7-7-2001  | 105ª        |
| 2000     | 56,02 m   | Halle           | 27-5-2000 | 210ª        |

## Palmarès

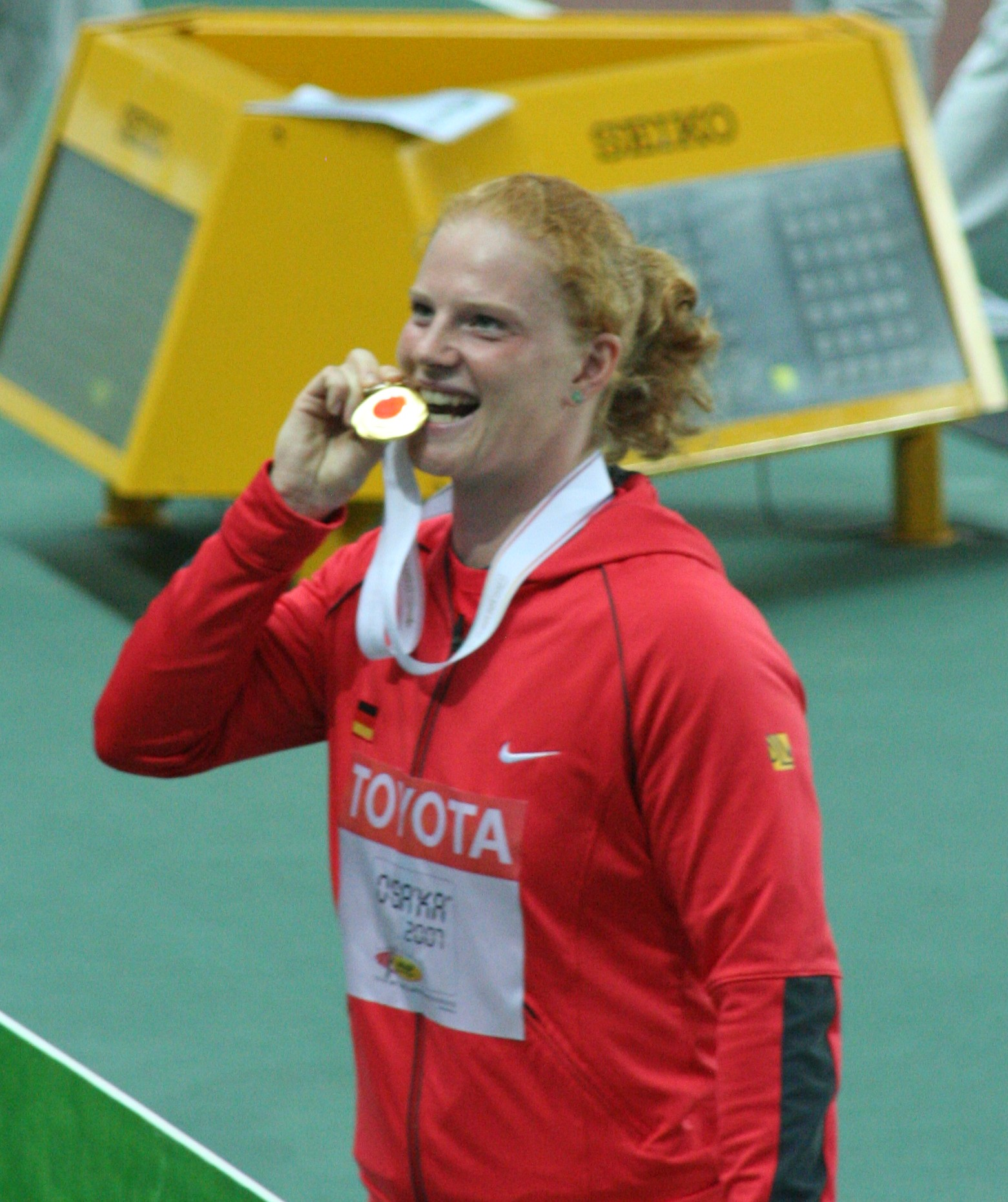
Betty Heidler festeggia il titolo mondiale vinto ad Osaka 2007.

| Anno | Manifestazione    | Sede           | Evento              | Risultato | Misura  | Note                                     |
| ---- | ----------------- | -------------- | ------------------- | --------- | ------- | ---------------------------------------- |
| 2000 | Mondiali juniores | Santiago       | Lancio del martello | 19ª       | 52,18 m |                                          |
| 2001 | Europei juniores  | Grosseto       | Lancio del martello | 9ª        | 55,47 m |                                          |
| 2002 | Mondiali juniores | Kingston       | Lancio del martello | 17ª       | 53,82 m |                                          |
| 2003 | Europei under 23  | Bydgoszcz      | Lancio del martello | 4ª        | 66,49 m |                                          |
| 2003 | Mondiali          | Saint-Denis    | Lancio del martello | 11ª       | 65,81 m |                                          |
| 2004 | Giochi olimpici   | Atene          | Lancio del martello | 4ª        | 72,73 m | Record nazionale                         |
| 2005 | Europei under 23  | Erfurt         | Lancio del martello | Argento   | 69,64 m |                                          |
| 2005 | Mondiali          | Helsinki       | Lancio del martello | 29ª       | 61,91 m |                                          |
| 2006 | Europei           | Göteborg       | Lancio del martello | 5ª        | 70,89 m |                                          |
| 2007 | Mondiali          | Osaka          | Lancio del martello | Oro       | 74,76 m |                                          |
| 2008 | Giochi olimpici   | Pechino        | Lancio del martello | 7ª        | 70,06 m |                                          |
| 2009 | Universiadi       | Belgrado       | Lancio del martello | Oro       | 75,83 m | Record delle Universiadi                 |
| 2009 | Mondiali          | Berlino        | Lancio del martello | Argento   | 77,12 m | Record nazionale                         |
| 2010 | Europei           | Barcellona     | Lancio del martello | Oro       | 76,36 m | Miglior prestazione personale stagionale |
| 2011 | Mondiali          | Taegu          | Lancio del martello | Argento   | 76,06 m |                                          |
| 2012 | Europei           | Helsinki       | Lancio del martello | 17ª       | 65,06 m |                                          |
| 2012 | Giochi olimpici   | Londra         | Lancio del martello | Argento   | 77,13 m |                                          |
| 2013 | Mondiali          | Mosca          | Lancio del martello | 16ª (q)   | 68,83 m |                                          |
| 2014 | Europei           | Zurigo         | Lancio del martello | 5ª        | 72,39 m |                                          |
| 2015 | Mondiali          | Pechino        | Lancio del martello | 7ª        | 72,56 m |                                          |
| 2016 | Europei           | Amsterdam      | Lancio del martello | Argento   | 75,77 m | Miglior prestazione personale stagionale |
| 2016 | Giochi olimpici   | Rio de Janeiro | Lancio del martello | 4ª        | 73,71 m |                                          |

## Altre competizioni internazionali
2009
- Campionati europei a squadre di atletica leggera ( Leiria)

2011
- Campionati europei a squadre di atletica leggera ( Stoccolma)

2013
- Campionati europei a squadre di atletica leggera ( Gateshead)

2014
- Campionati europei a squadre di atletica leggera ( Braunschweig)